# Fazal Ilahi Chaudhry

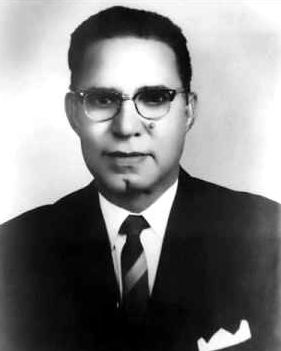
Fazal Ilahi Chaudhry

Fazal Ilahi Chaudhry (Urdu فضل الہی چوہدری‎; * 1. Januar 1904 in der Provinz Gujarat, Britisch-Indien; † 2. Juni 1982 in Lahore, Pakistan) war ein pakistanischer Politiker und Präsident Pakistans von 1973 bis 1978.

## Leben
Fazal studierte Politik an der Aligarh Muslim University und Recht an der University of the Punjab. Nach seinem Abschluss 1927 ging er zurück nach Gujarat, wo er als Anwalt praktizierte und als Lokalpolitiker wirkte. 1942 schloss er sich der Muslimliga an. 1945 wurde er zum Vorsitzenden der Liga für Gujarat gewählt. Nach der Unabhängigkeit war er zeitweilig Erziehungs- und Gesundheitsminister. 1956 wurde er in die Nationalversammlung gewählt und war deren Sprecher bis 1958. Unter der Regierung Muhammed Ayub Khans schloss er sich der Convention Muslim League an. Nach den Wahlen von 1962 wurde er stellvertretender Oppositionsführer. 1970 wurde er für die Pakistanische Volkspartei ins Parlament gewählt und wurde 1972 Parlamentssprecher.
Nach der Verabschiedung der Verfassung von 1973 wurde er für eine fünfjährige Amtszeit zum Präsidenten gewählt. Seine Aufgaben waren überwiegend repräsentativ, die tatsächliche Macht lag beim früheren Präsidenten Zulfikar Ali Bhutto, der das Amt des Premierministers übernahm. Fazals Position blieb nach dem Militärputsch von 1977 unangetastet, erst nach Vollendung seiner Amtszeit wurde er im September 1978 von Zia ul-Haq abgelöst.